# Aragóniai Johanna pradesi grófné
Aragóniai Johanna (Villanueva de Sigena, Aragónia, 1415 – 1455) vagy más néven Urgelli Johanna, katalánul: Joana d'Urgell (d'Aragó), okcitánul: Joana d'Urgèl (d'Aragon), spanyolul: Juana de Urgel (de Aragón), születése jogán aragón királyi hercegnő és urgelli grófnő, első házassága révén Foix grófnéja, második házassága révén Prades grófnéja.

## Élete
Édesapja II. Jakab (1380–1433) urgelli gróf és aragón trónkövetelő, II. Péter urgelli grófnak és Palaiologina Margit montferrati őrgrófnőnek, II. János montferrati őrgróf és I. Izabella címzetes mallorcai királynő lányának a fia. Édesanyja Izabella (1380–1424) aragóniai királyi hercegnő (infánsnő), IV. (Szertartásos) Péter aragón királynak és negyedik feleségének, Fortià Szibilla aragón királynénak az egyetlen nagykorúságot megért gyermeke.
Johanna rövid ideig jegyben járt II. János ciprusi királlyal, a házasság azonban végül nem jött létre. Johanna 1435-ben feleségül ment I. Jánoshoz, Foix grófjához, IV. Gaston foix-i gróf apjához. Az ő halála után III. János Rajmund pradesi (és 1471-től cardonai) grófnak, Prades Margit aragóniai királyné unokaöccsének a felesége lett. Tőle három gyermeke született.

## Gyermekei
- 1. férjétől, I. (Grailly) Jánostól (1382–1436), Foix grófjától, nem születtek gyermekei
- 2. férjétől, III. János Rajmund (1418–1486), Prades és 1371-től Cardona grófjától, 3 gyermek:
  - János Rajmund (1446–1513), Cardona hercege (1482), Pallars őrgrófja (1391), Aragónia főkormányzója, felesége Aldonza (1450–), Fadrique Enríqueznek, Melgar és Rueda grófjának és második feleségének, Teresa Díaz de Quiñones úrnőnek a lányaként Enríquez Johanna aragón királynénak, II. János aragóniai király 2. feleségének és II. (Katolikus) Ferdinánd aragón király anyjának a húga, 12 gyermek
  - Jakab, Sant Llorenç de Morunys perjele
  - Katalin